# فيلموس توث
فيلموس توث هو سياسي مجري، ولد في 28 مايو 1832 في Sečanj ‏ في صربيا، وتوفي في 14 يونيو 1898 في Ivanka pri Nitre ‏ في سلوفاكيا. انتخب عضو الجمعية الوطنية المجرية ‏.